# زلنکورا
زلنکورا (به لاتین: Zelengora) یک کوه در بوسنی و هرزگوین است که در جمهوری صرب بوسنی واقع شده‌است. زلنکورا ۲٬۰۱۴ متر بالاتر از سطح دریا واقع شده‌است.